# Acanthocephalus rauschi
Acanthocephalus rauschi är en hakmaskart som först beskrevs av Schmidt 1969.  Acanthocephalus rauschi ingår i släktet Acanthocephalus och familjen Echinorhynchidae. Inga underarter finns listade i Catalogue of Life.